# صد منظره مشهور ادو
صد منظره مشهور ادو (به ژاپنی: 名所江戸百景 Meisho Edo Hyakkei) یک سری ۱۱۹ تایی اوکی‌یوئه است که توسط هیروشیگه (۱۷۹۷–۱۸۵۸) نقاشی شده‌است. اولین چاپ این منظره‌ها بین سال‌های ۵۸–۱۸۵۶ انجام شد. بعد از مرگ هیروشیگه شاگرد او هیروشیگه دوم این مجموعه را تکمیل کرد.

## زمینه
هیروشیگه طرح‌هایی به سبک اوتاگاوا، سبک محبوب قرن نوزدهم در چاپ‌نقش چوبی، که در زمان حیات وی بسیار مورد پسند بود، به وجود می‌آورد. هنگامی که کاتسوشیکا هوکوسائی (-۱۷۶۰–۱۸۴۹) از معروفترین نقّاشان ژاپن در غرب است در سن هفتاد و دو سالگی مجموعه سی و شش چشم‌انداز کوه فوجی را چاپ کرد، هیروشیگه که در آن زمان سی و پنج سال داشت به شدّت تحت تأثیر قرار گرفت، این تأثیر سبب شد تا او مجموعه‌ای از مناظر توکیو را چاپ کند. این روند را می‌توان در کارهای هیروشیگه، مانند پنجاه و سه ایستگاه توکایدو و شصت و نه ایستگاه کایسو کایدو نیز مشاهده کرد.
چاپ‌نقش چوبی‌هایی از این دست در ژاپن قرن ۱۸ و ۱۹ به تعداد زیادی تولید شده‌است که توسط هنرمندان، برش دهنده‌های کنده و چاپگرهایی که به‌طور مستقل طبق دستور ناشران متخصص کار می‌کردند، ایجاد شده‌است. چاپ‌هایی از این دست اوکی‌یوئه نامیده می‌شوند، که به معنای 'تصاویر جهان شناور' است. این جهان یکی از دلخوشی‌های گذرا و تغییر مد با محوریت مناطق تفریحی دارای مجوز و تئاترهای معروف در شهرهای بزرگ ژاپن بود.
در سالهای ۱۸۲۹–۳۶، یک کتاب راهنمای مصور هفت جلدی ادو می‌شو زوئه) _تصاویر مکانهای معروف ادو) (江 戸 名 所 図 会 ، منتشر شد. این کار توسط سایتو یوکیو (۱۷۳۷–۱۷۹۹) در سال ۱۷۹۰ آغاز شد و بسیار دقیق توسط هاسه‌گاوا ستان (۱۷۷۸–۱۸۴۸) به تصویر کشیده شد. تصاویر نه تنها معابد مهم، بلکه فروشگاه‌های معروف، رستوران‌ها، چایخانه‌ها و غیره در ادو و همچنین رود سومیدا و کانال‌های آن و مناظر اطراف آن را نشان می‌دهند.
در چندین مورد، هیروشیگه از این راهنما برای چاپ‌های رنگی خود استفاده کرد. این اثری است که به تعدادی از هنرمندان غربی، از جمله ونسان ون گوگ، الهام‌بخش شد تا تقلید از روش‌های ژاپنی را آزمایش کنند.